# Blågran
Blågran (Picea pungens) är en gran från västra Nordamerikas bergstrakter.
Blågranen växer helst nere i dalar och raviner där vattentillgången är bättre än i det annars ganska torra västra USA och Klippiga Bergen. Blågran är härdig och kan växa i odlingszon 1 till 5 i Sverige. Den klarar värme och torka bra, ofta bättre än svensk gran. Blågran har djupare rotsystem. Blågran kräver dock bättre jord med högre pH-värde, bättre buffrande förmåga och mer näring än vad svensk gran och tall behöver. Frisk till torr lerjord fungerar bra.
Blågran är mycket populär som parkträd och trädgårdsträd på grund av den blåa färgen. Variationer av blågran med extra blå färg har med tiden odlats fram i handelsträdgårdar runtom i Europa och Nordamerika. 